# Dieurostus dussumieri
Dieurostus dussumieri – gatunek węża z rodziny Homalopsidae; jedyny przedstawiciel rodzaju Dieurostus. To lekko jadowity wąż, endemiczny dla stanu Kerala w południowo-zachodnich Indiach. Doniesienia o występowaniu w Bangladeszu dotyczą prawdopodobnie błędnie zidentyfikowanych przedstawicieli innego gatunku (prawdopodobnie Ferania sieboldii).